# Morti nel 1794
| Questa pagina contiene informazioni ricavate automaticamente dalle voci biografiche con l'ausilio del template Bio e di un bot. L'aggiornamento è periodico e automatico e ricostruisce completamente la pagina. Se manca una persona in questa lista, sei pregato di non aggiungerla, ma accertati piuttosto che la sua voce biografica contenga il template Bio e che i dati anagrafici siano correttamente compilati. Se il template Bio manca, inseriscilo tu stesso o, in alternativa, metti l'avviso {{tmp\|Bio}} che ne segnala la mancanza. Se i dati riportati sono sbagliati, correggi direttamente la voce biografica; le modifiche saranno visibili in questa lista entro pochi giorni. Per chiarimenti vedi il progetto biografie. La lista contiene solo le 242 persone che sono citate nell'enciclopedia e per le quali è stato implementato correttamente il template Bio. Pagina aggiornata al 10 ago 2025. |

## Gennaio(19)
- 1º gennaio - Simon Denis, pittore fiammingo (n. 1755)
- 2 gennaio - Guillaume Repin, presbitero francese (n. 1709)
- 3 gennaio - Giuseppe Paladino, pittore italiano (n. 1721)
- 4 gennaio - Nicolas Luckner, generale francese (n. 1722)
- 6 gennaio - Maurice-Louis-Joseph Gigost d'Elbée, generale francese (n. 1752)
- 8 gennaio - Justus Möser, giurista, storico e scrittore tedesco (n. 1720)
- 10 gennaio - Georg Forster, naturalista, etnologo e giornalista tedesco (n. 1754)
- 16 gennaio - William Dutton, orologiaio britannico (n. 1720)
- 16 gennaio - Edward Gibbon, storico, scrittore e politico inglese (n. 1737)
- 17 gennaio - Jean-Baptiste du Barry, nobile francese (n. 1723)
- 20 gennaio - François Clary, mercante francese (n. 1725)
- 22 gennaio - Antonio I Esterházy, principe (n. 1738)
- 22 gennaio - John Stuart, Lord Mount Stuart, politico britannico (n. 1767)
- 24 gennaio - Jean-Antoine Morand, architetto e scenografo francese (n. 1727)
- 26 gennaio - Henry Herbert, X conte di Pembroke, nobile e generale inglese (n. 1734)
- 27 gennaio - Antoine-Philippe de La Trémoille, generale francese (n. 1765)
- 28 gennaio - Johann Gottlob Immanuel Breitkopf, tipografo e editore musicale tedesco (n. 1719)
- 28 gennaio - Henri de La Rochejaquelein, generale francese (n. 1772)
- 29 gennaio - Domenico Provenzani, pittore italiano (n. 1736)

## Febbraio(11)
- 2 febbraio - Marie Fel, soprano francese (n. 1713)
- 8 febbraio - Jean-Baptiste Moulin, generale francese (n. 1754)
- 10 febbraio - Jacques Roux, politico, rivoluzionario e presbitero francese (n. 1752)
- 12 febbraio - Mahadaji Sindhia, politico indiano (n. 1730)
- 18 febbraio - Joseph Adam von Mölk, pittore austriaco (n. 1718)
- 19 febbraio - Étienne-Charles de Loménie de Brienne, cardinale, arcivescovo cattolico e politico francese (n. 1727)
- 21 febbraio - Noël Pinot, presbitero francese (n. 1747)
- 22 febbraio - Henry Pelham-Clinton, II duca di Newcastle, nobile inglese (n. 1720)
- 22 febbraio - Caspar Friedrich Wolff, fisiologo tedesco (n. 1734)
- 23 febbraio - John Sebright, VI baronetto, ufficiale inglese (n. 1725)
- 27 febbraio - Jean-Rodolphe Perronet, architetto e ingegnere francese (n. 1708)

## Marzo(15)
- 1º marzo - Francesco Carcano, scrittore, poeta e mecenate italiano (n. 1735)
- 2 marzo - Luigi di Nassau-Saarbrücken, principe tedesco (n. 1745)
- 4 marzo - Franz Anton Zeiller, pittore austriaco (n. 1716)
- 8 marzo - Maria Luisa Cicci, poetessa italiana (n. 1760)
- 20 marzo - Nicolas Haxo, generale francese (n. 1749)
- 23 marzo - Alejandro O'Reilly, generale e politico irlandese (n. 1723)
- 24 marzo - Anacharsis Cloots, nobile e rivoluzionario prussiano (n. 1755)
- 24 marzo - Jacques-René Hébert, giornalista e rivoluzionario francese (n. 1757)
- 24 marzo - Antoine-François Momoro, rivoluzionario, editore e giornalista francese (n. 1756)
- 24 marzo - Charles Philippe Ronsin, generale e drammaturgo francese (n. 1751)
- 24 marzo - François-Nicolas Vincent, politico e rivoluzionario francese (n. 1767)
- 25 marzo - Augustin-Joseph de Mailly, generale francese (n. 1708)
- 26 marzo - Juan Francisco de la Bodega y Quadra, militare, esploratore e navigatore peruviano (n. 1743)
- 29 marzo - Nicolas de Condorcet, matematico, economista e filosofo francese (n. 1743)
- 31 marzo - Bernardino Galliari, pittore e scenografo italiano (n. 1707)

## Aprile(41)
- 1º aprile - Euloge Schneider, monaco cristiano francese (n. 1756)
- 3 aprile - Jacobo FitzJames Stuart, V duca di Berwick, nobile spagnolo (n. 1773)
- 3 aprile - Giovanni Gonzaga, nobile italiano (n. 1721)
- 4 aprile - Henri Joseph Antonissen, pittore fiammingo (n. 1737)
- 5 aprile - Claude Basire, politico francese (n. 1764)
- 5 aprile - François Chabot, rivoluzionario francese (n. 1756)
- 5 aprile - Georges Jacques Danton, politico e rivoluzionario francese (n. 1759)
- 5 aprile - Jean-François Delacroix, politico francese (n. 1753)
- 5 aprile - Joseph Delaunay, politico francese (n. 1752)
- 5 aprile - Camille Desmoulins, politico, avvocato e rivoluzionario francese (n. 1760)
- 5 aprile - Fabre d'Églantine, attore teatrale, drammaturgo e rivoluzionario francese (n. 1750)
- 5 aprile - Marie-Jean Hérault de Séchelles, avvocato e politico francese (n. 1759)
- 5 aprile - François-Joseph Westermann, generale francese (n. 1751)
- 8 aprile - Benjamin Brain, pugile inglese (n. 1753)
- 9 aprile - Marguerite Rutan, religiosa francese (n. 1736)
- 10 aprile - Antonio Rinaldi, architetto italiano (n. 1709)
- 13 aprile - Jean-Michel Beysser, generale francese (n. 1753)
- 13 aprile - Sébastien-Roch Nicolas de Chamfort, scrittore e aforista francese (n. 1741)
- 13 aprile - Pierre-Gaspard Chaumette, rivoluzionario e avvocato francese (n. 1763)
- 13 aprile - Lucile Duplessis, rivoluzionaria francese (n. 1770)
- 13 aprile - Arthur Dillon, generale irlandese (n. 1750)
- 13 aprile - Jean-Baptiste-Joseph Gobel, vescovo cattolico francese (n. 1727)
- 13 aprile - Guillaume Antoine Nourry-Grammont, attore teatrale e militare francese (n. 1750)
- 15 aprile - Stanislas-Marie Maillard, rivoluzionario e militare francese (n. 1763)
- 16 aprile - Domenico Maggiotto, pittore italiano (n. 1712)
- 17 aprile - Fëdor Sergeevič Gagarin, ufficiale e politico russo (n. 1757)
- 18 aprile - Jean-Joseph de Laborde, banchiere e politico francese (n. 1724)
- 20 aprile - Troiano Odazi, economista e patriota italiano (n. 1741)
- 22 aprile - Jean-Jacques Duval d'Eprémesnil, magistrato e politico francese (n. 1745)
- 22 aprile - Isaac René Guy Le Chapelier, politico e avvocato francese (n. 1754)
- 22 aprile - Guillaume-Chrétien de Lamoignon de Malesherbes, giurista e politico francese (n. 1721)
- 22 aprile - François Joseph Antoine de Hell, politico francese (n. 1731)
- 24 aprile - Axel von Fersen il Vecchio, politico e generale svedese (n. 1719)
- 25 aprile - Szymon Kossakowski, generale lituano (n. 1766)
- 27 aprile - James Bruce, esploratore britannico (n. 1730)
- 27 aprile - William Jones, linguista, orientalista e magistrato britannico (n. 1746)
- 28 aprile - Charles Henri d'Estaing, ammiraglio e generale francese (n. 1729)
- 28 aprile - Beda Mayr, scrittore tedesco (n. 1742)
- 28 aprile - Louis Thiroux de Crosne, politico, magistrato e nobile francese (n. 1736)
- 28 aprile - Jean-Frédéric de La Tour du Pin Gouvernet, generale francese (n. 1727)
- 28 aprile - Philippe Antoine de La Tour du Pin Gouvernet, generale francese (n. 1723)

## Maggio(12)
- 1º maggio - Louis-Nicolas Van Blarenberghe, pittore francese (n. 1716)
- 3 maggio - Louis de Fabry, ammiraglio francese (n. 1715)
- 6 maggio - Jean-Jacques Beauvarlet-Charpentier, compositore, organista e clavicembalista francese (n. 1734)
- 6 maggio - Suzanne Curchod, svizzera (n. 1739)
- 8 maggio - Antoine-Laurent de Lavoisier, chimico, biologo e filosofo francese (n. 1743)
- 10 maggio - Athanase Louis Marie de Loménie, politico e nobile francese (n. 1730)
- 10 maggio - Pierre-François-Martial de Loménie, arcivescovo cattolico francese (n. 1763)
- 10 maggio - Elisabetta di Borbone-Francia, nobildonna francese (n. 1764)
- 13 maggio - Pierre-François Brice, artista francese (n. 1714)
- 17 maggio - Thomas Dyke Acland, nobile inglese (n. 1752)
- 22 maggio - Enea Arnaldi, umanista e architetto italiano (n. 1716)
- 27 maggio - Mathieu Jouve Jourdan, rivoluzionario francese (n. 1746)

## Giugno(25)
- 2 giugno - Adolfo Federico IV di Meclemburgo-Strelitz, nobile (n. 1738)
- 3 giugno - Dorothy Cavendish, nobildonna inglese (n. 1757)
- 8 giugno - Gottfried August Bürger, scrittore tedesco (n. 1747)
- 9 giugno - Girolamo Tiraboschi, storico della letteratura, bibliotecario e gesuita italiano (n. 1731)
- 13 giugno - Filippo Lancellotti, cardinale italiano (n. 1732)
- 14 giugno - Emmanuel Marie Fréteau de Saint Just, politico francese (n. 1745)
- 14 giugno - Francis Seymour-Conway, I marchese di Hertford, nobile e politico britannico (n. 1718)
- 17 giugno - Cécile Renault, francese (n. 1774)
- 17 giugno - Charles François de Virot de Sombreuil, generale francese (n. 1725)
- 17 giugno - Prosper Soulès, rivoluzionario francese (n. 1763)
- 19 giugno - Élie Guadet, avvocato, politico e rivoluzionario francese (n. 1758)
- 19 giugno - Richard Henry Lee, politico statunitense (n. 1732)
- 19 giugno - Jean-Baptiste Salle, politico e rivoluzionario francese (n. 1759)
- 20 giugno - Félix Vicq d'Azyr, anatomista e medico francese (n. 1748)
- 23 giugno - James Graham, medico britannico (n. 1745)
- 24 giugno - François Buzot, politico e rivoluzionario francese (n. 1760)
- 24 giugno - Rosalie Filleul, pittrice francese (n. 1752)
- 24 giugno - Jérôme Pétion de Villeneuve, avvocato, rivoluzionario e politico francese (n. 1756)
- 25 giugno - Charles Jean Marie Barbaroux, politico e rivoluzionario francese (n. 1767)
- 27 giugno - Wenzel Anton von Kaunitz-Rietberg, diplomatico e politico austriaco (n. 1711)
- 27 giugno - Anne d'Arpajon, nobildonna francese (n. 1729)
- 27 giugno - Charles-Louis-Victor de Broglie, nobile, militare e politico francese (n. 1756)
- 27 giugno - Philippe de Noailles, nobile e militare francese (n. 1715)
- 29 giugno - Rozalia Lubomirska, nobildonna polacca (n. 1768)
- 30 giugno - François Adrien Toulan, militare francese (n. 1761)

## Luglio(31)
- 2 luglio - František Xaver Pokorný, violinista e compositore ceco (n. 1729)
- 3 luglio - Vinzenz von Orsini-Rosenberg, nobile e politico austriaco (n. 1722)
- 4 luglio - Giovanni Battista Audiffredi, monaco cristiano, bibliotecario e astronomo italiano (n. 1714)
- 7 luglio - Aimar-Charles-Marie de Nicolaï, magistrato francese (n. 1747)
- 8 luglio - Richard Mique, architetto francese (n. 1728)
- 9 luglio - Pierre-Louis Moreau-Desproux, architetto francese (n. 1727)
- 10 luglio - Gaspard de Bernard de Marigny, generale francese (n. 1754)
- 12 luglio - Jean-Baptiste de Machault d'Arnouville, politico francese (n. 1701)
- 13 luglio - Josse-François-Joseph Benaut, organista, clavicembalista e compositore belga (n. 1741)
- 13 luglio - James Lind, medico scozzese (n. 1716)
- 16 luglio - Nicolas Savouret, prete francese (n. 1733)
- 17 luglio - Jean-Frédéric Edelmann, compositore francese (n. 1749)
- 17 luglio - John Roebuck, inventore, chimico e medico inglese (n. 1718)
- 19 luglio - Pëtr Stepanovič Protasov, politico e ufficiale russo (n. 1730)
- 20 luglio - Vladimir Ignat'evič Lukin, drammaturgo e politico russo (n. 1737)
- 22 luglio - Jean-Benjamin de La Borde, compositore e storico francese (n. 1734)
- 23 luglio - Alessandro di Beauharnais, nobile, politico e generale francese (n. 1760)
- 23 luglio - Federico III di Salm-Kyrburg, principe tedesco (n. 1744)
- 25 luglio - André Chénier, poeta francese (n. 1762)
- 25 luglio - Jean-Antoine Roucher, poeta francese (n. 1745)
- 25 luglio - Franz Gumer, politico austriaco (n. 1731)
- 26 luglio - Geneviève de Gramont, nobildonna francese (n. 1751)
- 27 luglio - Augustin de Robespierre, politico francese (n. 1763)
- 27 luglio - Louis Armand Constantin de Rohan, ammiraglio francese (n. 1732)
- 28 luglio - Georges Couthon, avvocato, politico e rivoluzionario francese (n. 1755)
- 28 luglio - François Hanriot, rivoluzionario e generale francese (n. 1761)
- 28 luglio - Philippe-François-Joseph Le Bas, politico francese (n. 1764)
- 28 luglio - Maximilien de Robespierre, politico, avvocato e rivoluzionario francese (n. 1758)
- 28 luglio - Louis Antoine de Saint-Just, politico, rivoluzionario e giornalista francese (n. 1767)
- 28 luglio - Antoine Simon, rivoluzionario francese (n. 1736)
- 29 luglio - Charles-Antoine-Nicolas Ancel, presbitero francese (n. 1763)

## Agosto(14)
- 5 agosto - Gregorio Anton Maria Salviati, cardinale italiano (n. 1727)
- 6 agosto - Henry Bathurst, II conte Bathurst, avvocato e politico inglese (n. 1714)
- 7 agosto - Anna Aleksandrovna Islen'eva, nobildonna russa (n. 1740)
- 8 agosto - Jérôme de Salis, II conte di Salis-Soglio, diplomatico inglese (n. 1709)
- 12 agosto - Michał Jerzy Poniatowski, nobile e arcivescovo cattolico polacco (n. 1736)
- 14 agosto - George Colman il Vecchio, drammaturgo e saggista inglese (n. 1732)
- 15 agosto - Francesco Mattei, patriarca cattolico e nobile italiano (n. 1709)
- 16 agosto - Charles-Louis Richard, teologo e storico francese (n. 1711)
- 17 agosto - Elisabetta Augusta del Palatinato-Sulzbach, nobile tedesca (n. 1721)
- 22 agosto - Achille Pierre Dionis du Séjour, matematico e astronomo francese (n. 1734)
- 25 agosto - Leopold August Abel, pittore e violinista tedesco (n. 1714)
- 25 agosto - Florimond Claude, conte di Mercy-Argenteau, diplomatico austriaco (n. 1727)
- 26 agosto - Julia Lubomirska, nobildonna polacca (n. 1764)
- 31 agosto - Cristiana di Meclemburgo-Strelitz, nobile tedesco (n. 1735)

## Settembre(6)
- 1º settembre - Catherine Théot, sensitiva francese (n. 1716)
- 13 settembre - Jean-Pierre Claris de Florian, drammaturgo, romanziere e poeta francese (n. 1755)
- 17 settembre - Benedetto Andrea Doria, vescovo cattolico italiano (n. 1722)
- 19 settembre - Stefano Maria Clemente, scultore italiano (n. 1719)
- 20 settembre - Muhammad Ali Khan Bahadur, principe indiano (n. 1750)
- 29 settembre - Edvard Storm, poeta e pedagogista norvegese (n. 1749)

## Ottobre(12)
- 14 ottobre - Cristiano Günther III di Schwarzburg-Sondershausen, principe (n. 1736)
- 15 ottobre - Giacomo Durazzo, diplomatico italiano (n. 1717)
- 17 ottobre - Maria Luisa Giuseppa Vanot, religiosa francese (n. 1728)
- 18 ottobre - Emanuele De Deo, patriota italiano (n. 1772)
- 18 ottobre - Vincenzo Galiani, patriota e rivoluzionario italiano (n. 1770)
- 18 ottobre - Johann Ernst Heinsius, pittore tedesco (n. 1731)
- 20 ottobre - James Adam, architetto scozzese (n. 1732)
- 21 ottobre - Francis Light, esploratore e ufficiale britannico (n. 1740)
- 25 ottobre - Johann Karl Theodor von Brabeck, vescovo cattolico e abate tedesco (n. 1738)
- 28 ottobre - Giovanni Benedetto Civran, vescovo cattolico italiano (n. 1723)
- 28 ottobre - Andreas von Riaucour, nobile, politico e diplomatico tedesco (n. 1722)
- 29 ottobre - Hryhorij Savyč Skovoroda, poeta e filosofo ucraino (n. 1722)

## Novembre(20)
- 3 novembre - François-Joachim de Pierre de Bernis, cardinale, arcivescovo cattolico e politico francese (n. 1715)
- 6 novembre - Mary Wortley-Montagu, nobile britannica (n. 1718)
- 10 novembre - Pasquale Fago, compositore e politico italiano (n. 1740)
- 13 novembre - Federico Cristiano I di Schleswig-Holstein-Sonderburg-Augustenburg, nobile danese (n. 1721)
- 14 novembre - Thomas Mudge, orologiaio inglese (n. 1715)
- 15 novembre - Maria Francesca del Palatinato-Sulzbach, contessa (n. 1724)
- 15 novembre - Païsij Velyčkovs'kyj, monaco cristiano ucraino (n. 1722)
- 15 novembre - John Witherspoon, politico scozzese (n. 1723)
- 16 novembre - Rudolf Erich Raspe, scrittore, scienziato e bibliotecario tedesco (n. 1736)
- 18 novembre - Angelo Banchero, pittore italiano (n. 1744)
- 18 novembre - Jacques François Dugommier, generale francese (n. 1738)
- 20 novembre - Luis Firmin de Carvajal, generale spagnolo (n. 1752)
- 20 novembre - Mattia Verazi, librettista italiano
- 22 novembre - Alison Cockburn, poetessa scozzese (n. 1712)
- 22 novembre - Raimondo Cunich, umanista, grecista e latinista italiano (n. 1719)
- 26 novembre - Carlo Giuseppe Vespasiano Berio, presbitero e abate italiano (n. 1713)
- 27 novembre - Marco Forcellini, poeta, letterato e magistrato italiano (n. 1712)
- 28 novembre - Cesare Beccaria, giurista, filosofo e economista italiano (n. 1738)
- 28 novembre - Friedrich Wilhelm von Steuben, generale prussiano (n. 1730)
- 29 novembre - Sofia Federica di Meclemburgo-Schwerin, principessa tedesca (n. 1758)

## Dicembre(11)
- 2 dicembre - Atanasio IV Jawhar, vescovo cattolico e patriarca cattolico siriano (n. 1733)
- 2 dicembre - Johann Gottlob Leidenfrost, medico, teologo e fisico tedesco (n. 1715)
- 2 dicembre - Antonio Giovanni Giuseppe Lucovich, vescovo cattolico dalmata (n. 1729)
- 4 dicembre - Giovanni Meneghetti, violinista e compositore italiano
- 6 dicembre - Pierre Gédéon de Nolivos, generale e politico francese (n. 1714)
- 7 dicembre - Francesco Parisi, letterato e presbitero italiano (n. 1710)
- 14 dicembre - Giuseppe Ignazio Corte, politico italiano (n. 1710)
- 16 dicembre - Jean-Baptiste Carrier, politico e rivoluzionario francese (n. 1756)
- 27 dicembre - Alexander Leslie, generale britannico (n. 1731)
- 30 dicembre - Archibald Kennedy, XI conte di Cassilis, nobile scozzese (n. 1736)
- 31 dicembre - Charles François Lhomond, pedagogo e grammatico francese (n. 1727)

## Senza giorno specificato(25)
- Claes Alströmer, botanico e zoologo svedese (n. 1736)
- Charles-Auguste Böhmer, gioielliere tedesco (n. 1740)
- Gaetano Capece, arcivescovo cattolico italiano (n. 1720)
- Francesco Maria De Regi, matematico, religioso e ingegnere idraulico italiano (n. 1720)
- Antonio Dominici, pittore italiano (n. 1737)
- Jean-François Durande, botanico e medico francese (n. 1732)
- Pablo Esteve, drammaturgo spagnolo (n. 1730)
- Pedro Fages, militare e esploratore spagnolo (n. 1734)
- Benjamin Peter Gloxin, botanico e medico tedesco (n. 1765)
- Jean-Louis Gouttes, giurista francese (n. 1739)
- John Alexander Gresse, pittore, incisore e collezionista d'arte britannico (n. 1741)
- Melchior Hefele, architetto austriaco (n. 1716)
- André-Joseph Lafitte-Clavé, militare francese (n. 1740)
- Jacopo Marieschi, pittore italiano (n. 1711)
- Gian Carlo Pallavicino, doge (n. 1722)
- Francisco Pérez Bayer, teologo spagnolo (n. 1711)
- Antonio Ricardos, militare spagnolo (n. 1727)
- Vincenzo Ruffo, architetto e teorico dell'architettura italiano (n. 1749)
- Laurids Smith, presbitero e scrittore danese (n. 1754)
- Girolamo Starace-Franchis, pittore italiano (n. 1730)
- Giovanni Stern, architetto italiano (n. 1734)
- Mansur Ushurma, religioso, condottiero e politico russo (n. 1760)
- Marie-Catherine de Béthisy de Mézières, religiosa francese (n. 1718)
- Alexandre de Laflotte, diplomatico e politico francese (n. 1766)
- Ramón de la Cruz, commediografo spagnolo (n. 1731)